# Patsajaure
Patsajaure är en sjö i Kiruna kommun i Lappland och ingår i Torneälvens huvudavrinningsområde. Sjön har en area på 0,536 kvadratkilometer och ligger 451 meter över havet. Patsajaure ligger i Alajaure Natura 2000-område. Sjön avvattnas av vattendraget Patsajäkeljåkka.

## Delavrinningsområde
Patsajaure ingår i det delavrinningsområde (756971-168122) som SMHI kallar för Utloppet av Patsajaure. Medelhöjden är 558 meter över havet och ytan är 8,87 kvadratkilometer. Det finns inga avrinningsområden uppströms utan avrinningsområdet är högsta punkten. Patsajäkeljåkka som avvattnar avrinningsområdet har biflödesordning 3, vilket innebär att vattnet flödar genom totalt 3 vattendrag innan det når havet efter 448 kilometer. Avrinningsområdet består mestadels av skog (45 procent) och kalfjäll (48 procent). Avrinningsområdet har 0,62 kvadratkilometer vattenytor vilket ger det en sjöprocent på 7 procent.